# Бобровицька міська рада
Бобро́вицька міська́ ра́да — адміністративно-територіальна одиниця та орган місцевого самоврядування в Ніжинському районі Чернігівської області. Адміністративний центр — місто Бобровиця.

## Загальні відомості
- Територія ради: 1054,8 км².
- Населення ради: 24 563 осіб (станом на 2025 рік), з них міського — 10 507 осіб, сільського — 14 056 осіб.[1]
- Територією ради протікає річка Бистриця.

## Населені пункти
Міській раді підпорядковані населені пункти:
- м. Бобровиця (11 222 особи)
- с. Вишневе (90 осіб)
- с. Затишшя (26 осіб)
- с. Макарівка (510 осіб)
- с-ще Мирне (607 особа)
- с. Травкине (196 осіб)
- с. Урожайне (5 особи)
- с. Браниця (707 осіб)
- с. Бригинці (306 осіб)
- с. Гаврилівка (65 осіб)
- с. Запоріжжя (52 особи)
- с. Українка (22 особи)
- с. Горбачі (210 осіб)
- с. Зелене (42 особи)
- с. Кобижча (3921 особа)
- с. Козацьке (512 осіб)
- с Миколаїв (18 осіб)
- с. Марківці (1047 осіб)
- с. Озеряни (392 особа)
- с. Молодіжне (116 осіб)
- с. Майнівка (45 осіб)
- с. Плуг (2 особи)
- с. Олександрівка (314 осіб)
- с. Катеринівка (69 осіб)
- с. Лідин (24 особи)
- с. Осокорівка (225 осіб)
- с. Наумівка (241 особа)
- с. Петрівка (653 особи)
- с. Піски (522 особи)
- с. Рудьківка (901 особа)
- с. Коношівка (1 особа)
- с. Хомовці (0 осіб)
- с. Стара Басань (591 особа)
- с. Свидовець (307 осіб)
- с. Буглаки (2 особи)
- с. Татарівка (1 особа)
- с. Сухиня (184 особи)
- с. Щаснівка (209 осіб)
- с. Осовець (185 осіб)
- с. Гарт (13 осіб)
- с. Ярославка (724 особи)

## Склад ради
Рада складається з 22 депутатів та голови.
- Голова ради: в.о.міського голови Іванюк Геннадій Іванович
- Секретар ради: Іванюк Геннадій Іванович

### Керівний склад попередніх скликань
| Прізвище, ім'я, по батькові    | Основні відомості                                                       | Дата обрання | Дата звільнення |
| ------------------------------ | ----------------------------------------------------------------------- | ------------ | --------------- |
| Поліщук В'ячеслав Анатолійович | Міський голова, 1968 року народження, безпартійний                      | 26.03.2006   | 31.10.2010      |
| Якушко Володимир Володимирович | Міський голова, 1951 року народження, освіта вища, член Народної партії | 31.10.2010   |                 |

Примітка: таблиця складена за даними сайту Верховної Ради України

### Депутати
За результатами проміжних місцевих виборів 12.06.2016 депутатами ради стали:

#### За суб'єктами висування
| Суб'єкт висування                                       | Кількість обраних депутатів | %     |
| ------------------------------------------------------- | --------------------------- | ----- |
| Аграрна партія України                                  | 7                           | 26.92 |
| Політична партія Всеукраїнське об'єднання «Батьківщина» | 7                           | 26.92 |
| БПП "СОЛІДАРНІСТЬ"                                      | 5                           | 19.23 |
| Радикальна партія Олега Ляшка                           | 3                           | 11.54 |
| Політична партія "Наш край"                             | 2                           | 7.69  |
| Політична Партія "Опозиційний блок"                     | 2                           | 7.69  |